# 沈汝瀚
沈汝瀚（?—?），字海如，江西南昌人，清朝官員。

## 生平
監生出身。道光十二年（1832年）以知县次福建，署长泰县知县。道光十三年（1833年）以功赏蓝翎，升永春州知州。历泉州府知府。於道光十七年（1837年）护理按察使銜分巡台灣兵備道。
有《戎马风涛集》。